# Échangeur d'Aelbeke
L'échangeur d'Aelbeke, ou l'échangeur d'Aalbeke (en néerlandais : Knooppunt Aalbeke) est un échangeur autoroutier situé à Aelbeke au sud-ouest de Courtrai (Flandre-Occidentale). L'échangeur permet une connexion entre les autoroutes A14 (E17) et A17 (E403). Celui-ci a été construit en 1970 sous la forme classique d'un trèfle à 4 feuilles.
En 2014, on dénombrait en moyenne un peu moins de 45 000 véhicules utilisant le complexe quotidiennement dont 22,08 % de camions,.

## Axes concernés
- Autoroute A14 (Anvers – Gand – Courtrai – Lille)
- Autoroute A17 (Tournai – Courtrai – Bruges)